# Объединительный собор православных церквей на Украине
Объедини́тельный собо́р украинских православных церквей  (укр. Об'єднавчий собор українських православних церков) — собор православных епископов Украины с участием представителей клириков и мирян.
Проходил 15 декабря 2018 года в соборе Святой Софии в Киеве. Был созван под председательством специально назначенного экзарха Константинопольского патриарха — митрополита Галльского Эммануила (Адамакиса). К участию в соборе были приглашены все епископы православных церквей Украины: Украинской православной церкви Киевского патриархата, Украинской автокефальной православной церкви, Украинской православной церкви (Московский патриархат), однако УПЦ МП отказалась принимать участие в соборе.
Собор проголосовал за создание Православной церкви Украины (ПЦУ), предстоятелем которой с титулом «Митрополит Киевский и всея Украины» избран митрополит Переяславский и Белоцерковский УПЦ КП Епифаний (Думенко). В январе 2019 года ПЦУ получила статус автокефалии от Константинопольского патриархата, который предоставил ей соответствующий томос.

## Предыстория и подготовка
5 декабря 2018 года президент Украины Пётр Порошенко сообщил дату объединительного собора, который должен провозгласить создание автокефальной поместной православной церкви на Украине, утвердить её устав и избрать её предстоятеля. Приглашения принять участие в соборе патриарх Варфоломей направил всем иерархам УПЦ КП, УАПЦ и УПЦ МП (последняя приглашение отвергла).
10 декабря глава Киевского патриархата Филарет заявил о несогласии с Вселенским патриархатом насчёт процедуры проведения объединительного собора, выступая за открытое голосование и участие в соборе только архиереев. Но в итоге в соборе участвовали и рядовые священники с мирянами, а голосование было тайным.
Перед началом собора УПЦ КП и УАПЦ приняли решение о самороспуске. Официальное решение о роспуске УПЦ КП было принято по требованию митрополита Галльского Эммануила, председательствовавшего на соборе.
Перед началом собора Филарет потребовал, чтобы митрополит Луцкий и Волынский УПЦ КП Михаил (Зинкевич) снял свою кандидатуру на выборах предстоятеля новой церкви, иначе УПЦ КП не будет ликвидирована и не пойдет на собор. После переговоров с Филаретом, президентом Петром Порошенко и председателем Верховной Рады Андреем Парубием, Михаил пообещал снять свою кандидатуру. После этого участники собора от УПЦ КП проголосовали за ее самороспуск и перешли в Софию Киевскую на объединительный собор.

## Делегаты
Объединительный собор был созван в формате поместного — с каждым приглашённым епископом на него также должны были прибыть клирик и мирянин или монах его епархии. Он проходил в «закрытом» режиме. Рабочим языком на Соборе был английский, обеспечивался синхронный перевод на украинский.

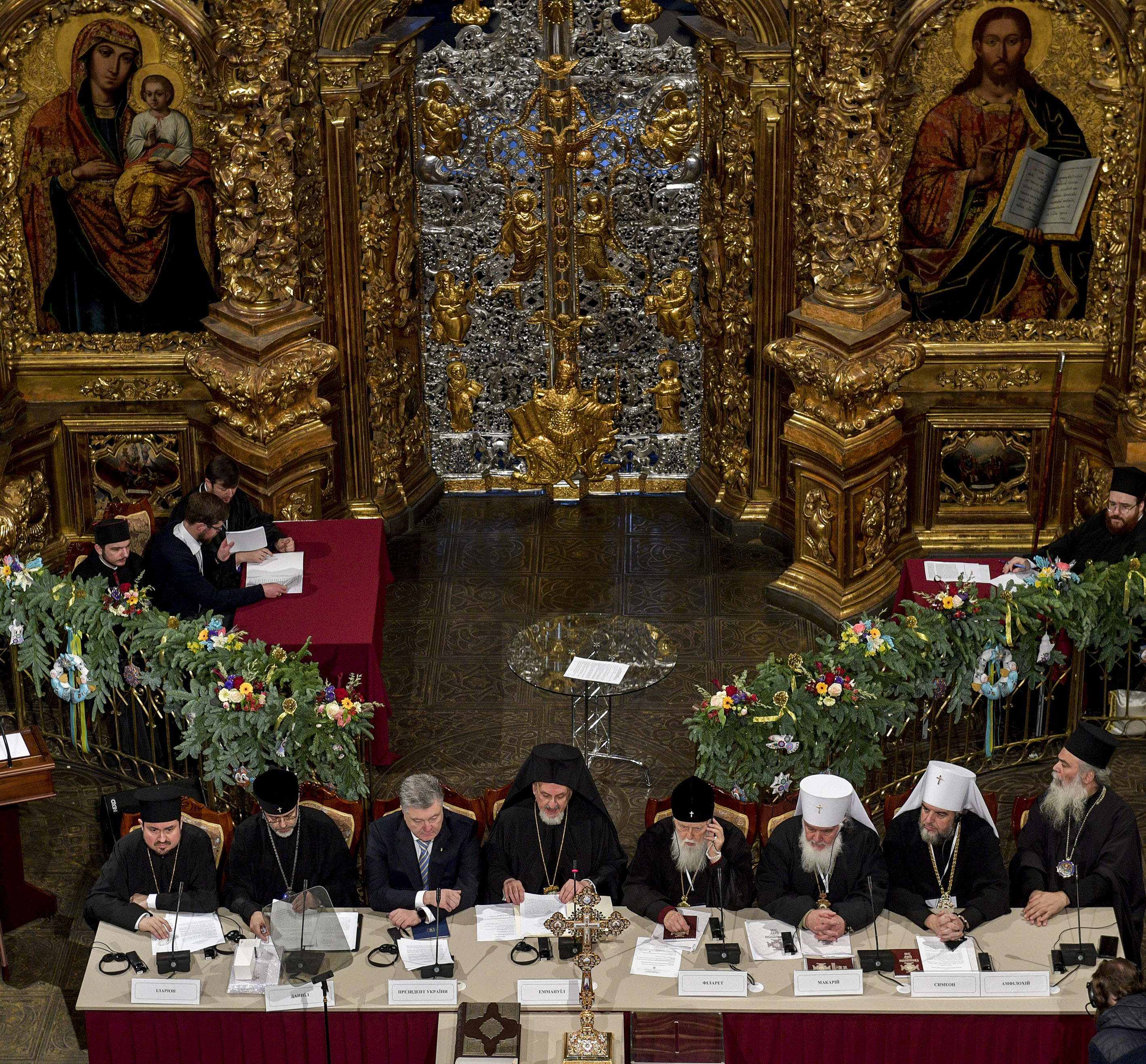
Президиум Объединительного собора

Председательствовал на Соборе митрополит Галльский Эммануил (Адамакис), являвшийся иерархом Константинопольского патриархата. Помимо него, в состав президиума Собора вошли следующие константинопольские иерархи:
- Даниил (Зелинский) — экзарх патриарха Константинопольского на Украине, архиепископ Памфилийский, правящий епископ Западной епархии Украинской православной церкви в США[11];
- Иларион (Рудник) — экзарх патриарха Константинопольского на Украине, епископ Эдмонтона и Западной Епархии Украинской православной церкви в Канаде[11];
- Амфилохий (Стергиу) — митрополит Адрианопольский, ипертим и экзарх всего Гемимонта[11].

Таким образом, четверо из восьми членов президиума Собора были клириками Константинопольского патриархата. В то же время, согласно позиции Вселенского патриархата, к тому времени все украинские православные епископы являлись титулярными архиереями восстановленной в октябре 2018 года Киевской митрополии Константинопольского патриархата.
В качестве почётных гостей на Собор были приглашены президент Украины Пётр Порошенко (вошёл в состав президиума Собора) и председатель Верховной рады Украины Андрей Парубий.
Принять участие в Соборе были приглашены священнослужители и миряне Украинской православной церкви Киевского патриархата, Украинской автокефальной православной церкви и Украинской православной церкви (Московского патриархата). В президиум Собора были делегированы представители от УПЦ КП, УАПЦ и УПЦ (МП).
В общей сложности на Объединительном соборе зарегистрировались 200 делегатов, из них 64 в епископском сане. Двенадцать делегатов (в том числе четверо епископов) представляли Вселенский патриархат, из них двое — бывшие протоиереи УПЦ (МП) Богдан Гулямов и Петр Зуев:
Украинская православная церковь Киевского патриархата
Согласно данным, предоставленным организационным комитетом Собора украинскому интернет-телеканалу «Громадское телевидение», ожидалось участие 42 архиереев данной церкви, соответственно — 126 делегатов в целом. Фактически приняли участие 134 делегата, из них 43 в епископском сане. В президиуме данную церковь представлял первоиерарх УПЦ КП, патриарх Киевский и всея Руси-Украины (с точки зрения Вселенского патриархата — митрополит без кафедры) Филарет (Денисенко).
Украинская автокефальная православная церковь
Согласно данным, предоставленным организационным комитетом Собора «Громадскому телевидению», ожидалось участие 12 архиереев данной церкви, соответственно — 36 делегатов в целом. Фактически приняли участие 46 делегатов, из них 15 в епископском сане. В президиуме данную церковь представлял первоиерарх УАПЦ, митрополит Киевский и всея Украины Макарий (Малетич).
Украинская православная церковь (Московского патриархата)
Отказалась участвовать в Соборе и запретила его посещение своим клирикам и мирянам. Согласно данным, предоставленным организационным комитетом Собора «Громадскому телевидению», ожидалось участие 10 архиереев данной церкви, соответственно — 30 делегатов в целом. Русская служба Би-би-си отмечала, что «представители киевских церковных и политических кругов заявляли, что в Соборе могут принять участие до пятнадцати епископов УПЦ МП». Однако имена этих иерархов в СМИ не назывались. Лишь в феврале 2019 года Telegram-канал «Поместная Церковь» распространил фотографию с фамилиями 12 архиереев Украинской православной церкви: митрополит Переяслав-Хмельницкий Александр (Драбинко), митрополит Винницкий и Барский Симеон (Шостацкий), митрополит Черкасский Софроний (Дмитрук), митрополит Хмельницкий Антоний (Фиалко), митрополит Могилёв-Подольский Агапит (Бевцик), митрополит Полесский Анатолий (Гладкий), митрополит Харьковский Онуфрий (Лёгкий), митрополит Черновицкий Мелетий (Егоренко), митрополит Владимир-Волынский Владимир (Мельник), митрополит Мукачевский Феодор (Мамасуев), архиепископ Новокаховский Филарет (Зверев) и епископ Золотоношский, викарий Черкасской епархии Иоанн (Вахнюк). 21 января 2020 года этот же список был опубликован порталом «Credo.Press», после чего его подлинность подтвердил участвовавший в Соборе протоиерей Богдан Гулямов.
Фактически на Собор прибыли только два архиерея из 53 — митрополит Переяслав-Хмельницкий и Вишневский, викарий Киевской митрополии Александр (Драбинко) и митрополит Винницкий и Барский Симеон (Шостацкий). В Соборе приняли участие также шестеро делегатов от УПЦ (МП) без епископского сана. В президиуме данную группу представлял митрополит Симеон.
По утверждениям издания «Левый берег», ряд архиереев УПЦ МП, чьи имена не разглашаются, прислали на Собор письменные доверенности присутствующим коллегам голосовать от их имени, однако по результатам обсуждения было принято решение не засчитывать письменные поручения за реальные голоса. Митрополит Черкасский и Каневский Софроний (Дмитрук) на Собор не прибыл, сославшись на болезнь, но прислал видеообращение. Приглашённый ранее в качестве эксперта архимандрит Кирилл (Говорун) не был допущен на Собор.
Председатель синодального информационно-просветительского отдела УПЦ МП архиепископ Климент (Вечеря) указал, что принявшие участие в Соборе епископы больше не имеют никакого отношения к Украинской православной церкви, поскольку они «создают новую церковь и туда переходят», отдельно отметив, что «В данном случае люди сами захотели отлучить себя от своей Церкви. … Мы будем констатировать, что они перешли в раскол, и сообщим в поместные Церкви, что в диптихе канонических епископов Украины они больше не значатся». 17 декабря 2018 года Священный синод УПЦ (МП) принял решение освободить принявших участие в Объединительном соборе епископов от должностей, «запретить в священнослужении и подчеркнуть, что евхаристическое общение с ним отныне прекращается».

## Ход собора и итоги

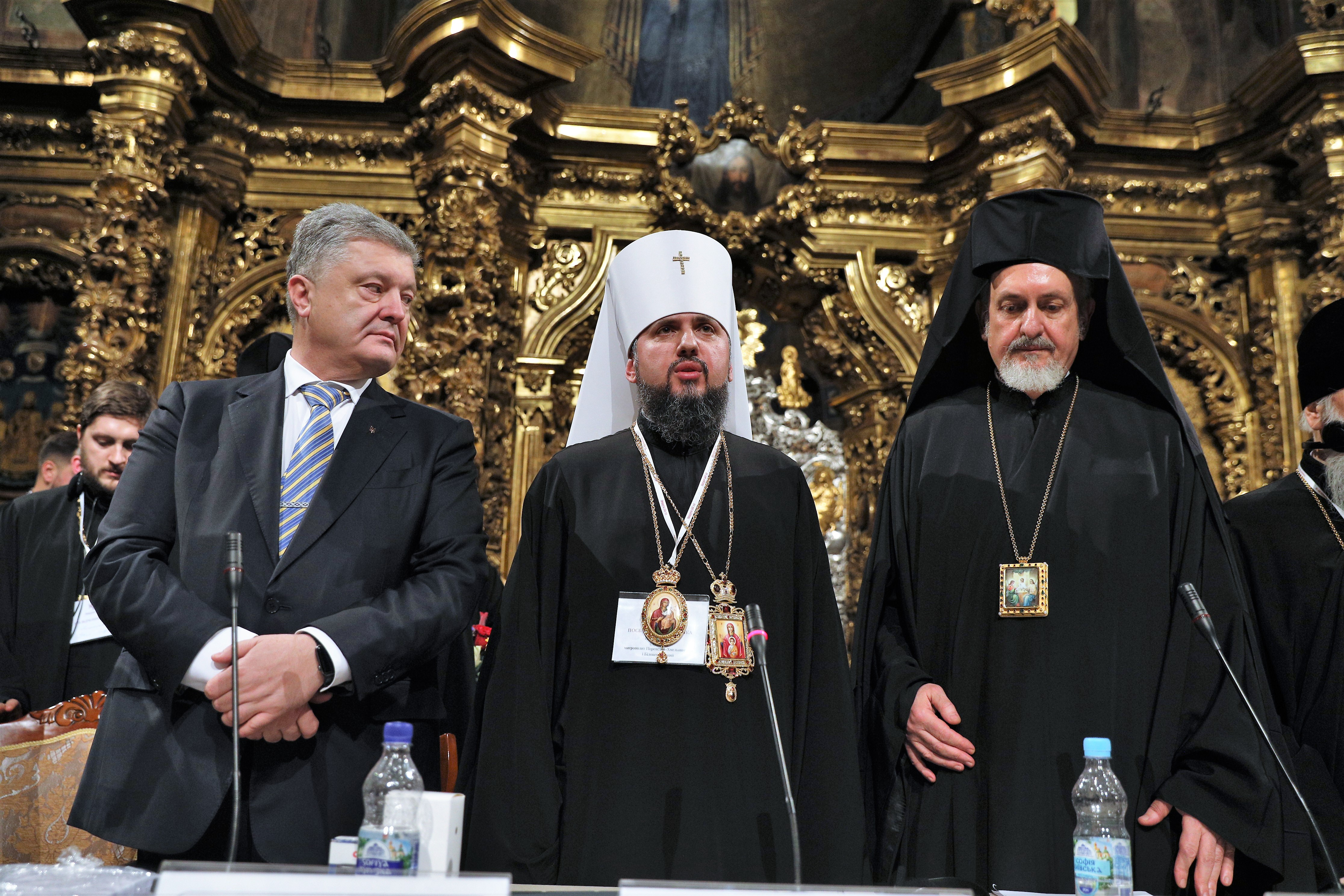
Президент Украины П. Порошенко, предстоятель новообразованной церкви митрополит Епифаний и экзарх Вселенского Патриархата Эммануил (слева направо)

По словам митрополита Иоасафа (Шибаева): «Устав был принят нами на Объединительном Соборе почти вслепую — нам раздали тексты проекта за 2 часа до Собора. И дискуссии по Уставу вообще не было никакой! Все покрывала истерика — если не выполним требования греков — Собора не будет»
Голосование проходило в два тура. Во второй тур прошли три кандидатуры: митрополит Переяславский и Белоцерковский УПЦ КП Епифаний (Думенко), митрополит Луцкий и Волынский УПЦ КП Михаил (Зинкевич) и митрополит Винницкий и Барский УПЦ МП Симеон (Шостацкий). Во втором туре голосовали только епископы.
Перед началом второго тура Михаил (Зинкевич) снял свою кандидатуру. С ним после первого тура беседовал президент Порошенко и убеждал снять свою кандидатуру из-за риска срыва собора, так как Филарет согласился распускать УПЦ КП только при этом условии. Вместо Михаила в бюллетень внесли епископа Вышгородского и Подольского УАПЦ Владимира (Черпака).
По результатам голосования предстоятелем Православной церкви Украины с титулом «Митрополит Киевский и всея Украины» был избран митрополит Епифаний. За него подали голоса 36 делегатов, за Симеона — 28.
6 января 2019 года Епифанию необходимо было получить томос об автокефалии ПЦУ от патриарха Константинопольского. После своего избрания Епифаний в обращении к людям, собравшимся на Софийской площади, объявил Филарета духовным наставником Православной церкви Украины, который «будет и дальше почётным действующим пожизненно [наставником], помогающим нам совместно строить нашу единую поместную украинскую православную церковь».

## Реакция

### Реакция украинцев
| 100% в общем (во всех колонках) | Украина в целом | Западные регионы | Центральные регионы | Южные регионы | Восточные регионы | Донбасс |
| Очень позитивно                 | 16,9            | 24,7             | 16,8                | 15,8          | 10,1              | 7,3     |
| Скорее, позитивно               | 22,7            | 28,8             | 26,1                | 15,9          | 15,2              | 15,3    |
| Нейтрально                      | 43,0            | 35,9             | 42,7                | 43,8          | 49,9              | 51,0    |
| Скорее, негативно               | 3,9             | 2,3              | 3,6                 | 6,8           | 4,6               | 5,3     |
| Очень негативно                 | 2,9             | 0,3              | 2,6                 | 6,4           | 2,9               | 9,4     |
| Трудно сказать                  | 10,5            | 7,9              | 8,3                 | 11,3          | 16,9              | 11,7    |
| Отказались отвечать             | 0,1             | 0,0              | 0,0                 | 0,0           | 0,5               | 0,0     |

### Реакция православных церквей

#### Константинопольская
Главный секретариат Священного синода Константинопольского патриархата в своём коммюнике сообщил, что Вселенский патриархат «с Божьей славой, радостью и удовольствием» объявил «об успешном завершении работы объединяющего Синода (Собора)», а патриарх Константинопольский Варфоломей I пригласил митрополита Епифания в Константинополь для совместного отправления Божественной литургии на Фанаре и получения томоса об автокефалии. На следующий день за богослужением патриарх Варфоломей впервые упомянул имя митрополита Епифания в диптихе православных автокефальных церквей.

#### Русская
Председатель отдела внешних церковных связей (ОВЦС) Московского патриархата Иларион (Алфеев) сравнил поступок епископов УПЦ МП, принявших участие в соборе, с предательством Иуды Искариота. Заместитель главы ОВЦС протоиерей Николай Балашов отметил, что это было «неканоническое собрание лиц, отчасти имеющих, а большей частью — не имеющих законной архиерейской хиротонии под общим руководством мирянина и главы государства, а также приезжего человека, ничего не понимающего на местном языке, избрало неканонического „архиерея“ таким же неканоническим „предстоятелем“. ... для нас это событие ровно ничего не означает». Секретарь ОВЦС протоиерей Игорь Якимчук считает объединительный собор «канонически ничтожным сборищем», а пресс-секретарь патриарха Московского и всея Руси Кирилла, священник Александр Волков полагает, что каноническая значимость собора «ничтожна», поскольку «раскольники выбрали раскольника».

#### Польская
Предстоятель Польской церкви митрополит Варшавский и всей Польши Савва 31 декабря 2018 в своем письме Константинопольскому патриарху сообщил о непризнании так называемого «Объединительного собора» и решения Константинопольского патриарха о снятии прещения с Филарета. Также Савва уведомил о том, что копию своего письма-ответа Патриарху Константинопольскому Варфоломею он разослал к сведению Предстоятелей всех Поместных Православных Церквей, в том числе главе УПЦ Митрополиту Онуфрию.

#### Сербская
Сербская Церковь заявила, что не признаёт «объединительным» Киевский «собор», в котором не принял участия ни один архиерей канонической Украинской Православной Церкви (поскольку днём ранее Святейший Патриарх Варфоломей принял в свою Церковь Александра Драбинко и митрополита Винницкого Симеона, к тому же без канонической отпустительной грамоты из их Церкви). Сцены, вся окружающая обстановка и закулиса этого странного сборища, чтобы не выразиться более жестко, известны, более или менее, всем. Речь, по существу, идет о антиобъединительном, разъединительном и разделительном лжесоборе, еще глубже выкопавшем ров отчуждения и распада общества несчастной страны Украины. По всем этим причинам Сербская Церковь считает его решения «антиканоническими, недействительными и, следовательно, нисколько не обязательными для неё».

#### Болгарская
Митрополит Видинский Даниил (Николов) в своём интервью от 15 декабря 2018 года заявил, что объединительный собор был созван «в противоречие с каноническим порядком» и «не излечит раскол среди верующих в Украине, но углубит его».

#### Албанская
7 марта 2019 года было обнародовано послание предстоятеля Албанской церкви архиепископа Анастасия Константинопольскому патриарху Варфоломею, принятое 4 января 2019 года на Синоде Албанской православной церкви. Иерархи АПЦ выразили обеспокоенность в связи с тем, что Константинопольский патриарх «задним числом признал хиротонии, совершенные отлученным и преданным анафеме Филаретом (Денисенко), хиротонии которого недействительны, лишены благодати и действия Святого Духа»; подвергли сомнению каноничность хиротонии главы новосозданной «Православной церкви в Украине» Епифания. Как отмечается в документе, «нам известно, что избрание на так называемом Объединительном Соборе нового предстоятеля Церкви Украины было результатом настойчивости все того же господина Филарета. В связи со всем вышесказанным для нас остается вопросом включение митр. Епифания в Священные Диптихи».